# Васељенски патријарх Вартоломеј I
Васељенски патријарх Вартоломеј I (грч. Οικουμενικός Πατριάρχης Βαρθολομαίος Α, тур. Patrik I. Bartholomeos; 29. фебруар 1940) врховни је предстојатељ Цариградске патријаршије и први међу једнаким патријарсима Православне цркве.
Титула васељенског патријарха гласи: Архиепископ цариградски, новоримски и васељенски патријарх.

## Биографија
Вартоломеј I је рођен у селу Агиос Теодорос (грч. Άγιος Θεόδωρος, тур. Zeytinli köyüin) на острву Имброс (грч. Ίμβρος, тур. Gökçeada) као син Христоса и Меропе Архонтонис. Његово световно име је Димитриос Архонтонис (Δημήτριος Αρχοντώνης, Dimítrios Archontónis). Турски је држављанин, али етнички припада малобројној грчкој заједници у Турској.
Димитриос Архонтонис похађао је основну школу на родном Имбросу и наставио своје средњошколско образовање у познатом Зографејон лицеју у Истанбулу. Након тога је студирао теологију на Патријаршијско-теолошкој школи и богословији Халики. Студије је окончао са највишим почастима 1961. године и одмах је рукоположен за ђакона, примивши име Вартоломеј. Вартоломеј је испунио војну обавезу у Турској армији у периоду између 1961. и 1963. године. Између 1963. и 1968. године Вартоломеј је наставио постдипломске студије на Папинском оријенталном институту у Риму, Васељенском институту Босеј у Швајцарској и Минхенском универзитету Лудвиг Максимилијан у Немачкој. Његов докторски рад се односио на канонски закон. Исте године је постао предавач на Папинском грегоријанском универзитету у Риму.
По повратку у Истанбул 1968. године постављен је за предавача на богословији Халики, где га је васељенски патријарх Атинагора рукоположио за свештеника (1969). Када је 1972. године постао васељенски патријарх, Деметрије I је Вартоломеја поставио за директора патријаршијске канцеларије. На Божић 1973. године Вартоломеј је постао филаделфијски митрополит и поново је постављен на место директора патријаршијске канцеларије на којем је остао до свог устоличења за халкедонског митрополита 1990. године. Од марта 1974. године до устоличења за васељенског патријарха био је члан Светог синода као и многих синодских управа.
Од језика говори новогрчки, турски, италијански, немачки, француски, енглески, као и старогрчки и латински.

## Васељенски патријарх
Као васељенски патријарх, Вартоломеј I је посебно активан на међународном плану. Одмах по устоличењу фокусирао се на обнављање некада прогањаних источних православних цркава бившег Источног блока након пада комунизма у тим земљама 1990. године. Као део тих напора, радио на успостављању чвршћих веза међу различитим националним црквама источне православне заједнице. Такође је наставио дијалог помирења са Римокатоличком црквом који су започели његови претходници и иницирао дијалог са осталим вероисповестима, укључујући друге хришћанске групе, муслимане и јевреје.
Стекао је репутацију истакнутог представника еколошког покрета дајући подршку различитим међународним покретима те врсте. То му је донело надимак „зелени патријарх“ и 2002. године је почаствован Софи наградом. Такође му одато признање уручивањем Златне медаље Конгреса, највише награде коју може доделити законодавни огранак власти САД.
Вартоломеј I, након критиковања одређених аспеката турске спољне политике и покушаја служења литургије у удаљеним деловима земље, на тај начин обнављајући присуство православља, које је одсутно још од 1924. године, нашао се на удару турских националистичких елемената. Патријаршијска богословија Халики је затворена од 1971. године по налогу турских власти.
Мандат васељенског патријарха Вартоломеја I одликује се међуправославном сарадњом, међухришћанским и међурелигијским дијалогом, као и званичним посетама православним и муслиманским земљама које су пре биле ретко посећиване. Разменио је мноштво позивница црквених и државних великодостојника. Његови напори да промовише верске слободе и људска права, његови потези у погледу унапређења верске толеранције међу светским религијама су веома запажени.
Током свог боравка у Турској у новембру 2006, папа Бенедикт XVI је на позив васељенског цариградског патријараха Вартоломеја I посетио Истанбул. Папа је учествовао у верској служби поводом прославе дана Светог Андреја Првозваног, свеца-заштитника цариградске цркве. То је била трећа званична посета неког римског папе Цариградској патријаршији (први је био папа Павле VI 1967, а други папа Јован Павле II 1979).
У интервјуу објављеном 19. новембра 2006. у дневним новинама „Сабах“, патријарх Вартоломеј I је говорио о проблемима верских слобода и предстојећој посети папе Турској. Такође се осврнуо на затварање богословије Халики речима: „Као турски грађани, ми плаћамо порезе, служимо у војсци, гласамо. Као грађани радимо све. Желимо иста права, али од тога нема ништа. [...] Ако муслимани желе да студирају теологију, постоје 24 теолошка факултета. А где ћемо ми да студирамо?“. Такође је говорио о проблему његове васељенске титуле и њеном неприхватању од стране турских власти: „Ова титула постоји од 6. века. [...] Реч васељенски нема политички контекст. [...] Ова титула је једино на чему инсистирам. Никада се нећу одрећи ове титуле?“

## Титуле
Званична титула васељенског патријарха гласи:
Његова свесветост архиепископ цариградски, новоримски и васељенски патријарх Вартоломеј I
на грчком:
Η Αυτού Θειοτάτη Παναγιότης, Αρχιεπίσκοπος Κωνσταντινουπόλεως, Νέας Ρώμης, Οικουμενικός Πατριάρχης, Βαρθολομαίος Α.

## Награде
Вартоломеја I су бројни универзитети и образовни центри наградили почасним докторатима, међу којима: Атински национални и каподистријски универзитет, Солунски универзитет Аристотел, Трачки универзитет Демокрит, Критски универзитет, Јанински универзитет, Егејски универзитет и Тесалски универзитет у Грчкој; Московски државни универзитет у Русији; Букурештански универзитет и Јаши универзитет у Румунији;Лондонски градски универзитет, Ексетер универзитет и Единбуршки универзитет у Уједињеном Краљевству; Лувенски католички универзитет у Белгији; Православно-теолошки Институт „Свети Сергеј“ и Екс ан Прованс универзитет у Француској; Флиндерс универзитет у Аустралији; Адамсон универзитет на Филипинима; Колеџ Светог Андреја и Шербрук универзитет у Канади; Грчка православна школе теологије „Свети крст“, Џорџтаун универзитет, Јужни методистички универзитет, Јејл универзитет, Православно-теолошки семинар Светог Владимира у САД.

## Рукоположења
- 13. август 1961 — ђакон (добио је црквено име Вартоломеј);
- 19. октобар 1969 — свештеник;
- Божић 1973 — филаделфијски митрополит (Мала Азија);
- 14. јануар 1990 — устоличен за халкедонског митрополита;
- 22. октобар 1991 — изабран за 270. архиепископа цариградског, новоримског и васељенског патријарха;
- 2. новембар 1991 — устоличен у Патријаршијском храму у Фанару.